# 吉拉德·沙利特
吉拉德·沙利特（希伯来语：‎，1986年8月28日—）是一名以色列士兵。2006年6月25日，在巴勒斯坦武裝从加沙地带对凯里姆沙洛姆口岸展开的越界突袭中，沙利特被俘并一直被哈马斯作为人质关押。沙利特被俘时是以色列国防军装甲兵团的一名下士，但被俘之后晉升为陆军上士。
自1994年纳赫雄·瓦赫斯曼（Nachshon Wachsman）被绑架之后，他是首个被巴勒斯坦部队俘虏的以军士兵。沙利特拥有法国国籍，这使得法国和欧盟也参与到解救他的行动之中。最近，他还获得了意大利国籍。
人们相信沙利特还活着。哈马斯当局拒绝了红十字国际委员会要求对沙利特进行探视的要求。多个人权组织都宣称拘留沙利特的期限和条件都违背了国际人道法。哈马斯要求以色列释放1,000名巴勒斯坦被关押者来换取沙利特的获释。
2011年10月11日，以色列和巴勒斯坦哈马斯达成换俘协议，以色列将释放1,027名巴勒斯坦囚犯来换取吉拉德·沙利特。
2011年10月18日，經過了五年的關押，吉拉德·沙利特被釋放，安全地回到以色列。

## 国际法
自2006年起，红十字国际委员会不断要求哈马斯允许其进行探视以确保吉拉德·沙利特的拘留条件和待遇，但这些要求都遭到了拒绝。红十字国际委员会代表表示根据国际人道法，吉拉德·沙利特有权无条件与家人保持经常联系
。2007年6月25日，以色列人权组织卜采莱姆（B'Tselem）发表声明：“国际人道法绝对禁止用武力劫持某人以达到迫使敌人满足其要求的目的，如果要求未能得到满足还威胁伤害或杀害此人。”因此将吉拉德·沙利特作为人质提出要求构成了战争罪。卜采莱姆还指出拒绝红十字国际委员会的探视要求也违反了国际法。以色列非政府组织观察员表示沙利特的绑架者严重违反了《日内瓦第三公约》中的多个条款，例如，战俘获得人道待遇的权利（第13条）、战俘关押地点的知情权（第23条）以及不受限制地接受红十字国际委员会探视的权利（第126条）。人权观察组织还表示根据战争法，哈马斯当局有义务允许沙利特与家人通信，并指出三封信和一盘录音带不能算经常性联系。人权观察组织还呼吁哈马斯允许红十字国际委员会进行探视，并表示对沙利特的长期单独监禁是残忍和不人道的并可能构成酷刑。